# Waroeboom
De waroeboom (Hibiscus tiliaceus) is een brede struik met kromme, vaak op de bodem liggende takken of zelden een tot 10 m hoge boom. De jonge twijgen zijn zachtbehaard. De bladeren zijn afwisselend geplaatst en tot 20 cm lang. De bladeren hebben een hartvormige basis en een afgerond uiteinde. Ze hebben vijf tot negen hoofdnerven, zijn van boven dofgroen en van onderen lichtergroen en zachtbehaard. De steunblaadjes zijn tot 3 cm lang.
De bloemen zijn tot 12 cm breed. Ze bestaan uit een 2 cm brede, acht- tot elfslippige, groene buitenkelk. De bloembladeren zijn geel tot oranje met een donker purperen centrum. In het midden van de bloem zit een 5 cm lange, androgynofoor, waarvan vele meeldraden ontspringen. Boven op de zuil zit een 1 cm lange stijl met daarop donkere stempels. De bloemen openen in de ochtend met een gele kleur, verkleuren in de loop van de dag naar oranje en worden tegen de avond roodbruin, waarna ze verwelken.
De vruchten zijn eivormige doosvruchten, die tot 3,5 cm lang, toegespitst en geelachtig behaard zijn. De doosvruchten splijten vijfkleppig open en bevatten tot 5 mm grote zaden. De zaden blijven drijven, waardoor de waroeboom zich wereldwijd kan verspreiden. De plant komt daardoor vooral voor aan tropische zeekusten.
Uit de sterke bastvezels van de waroeboom worden touwen en visnetten gemaakt. Op de eilanden in de Grote Oceaan worden van de vezels ook hoelarokken gemaakt.

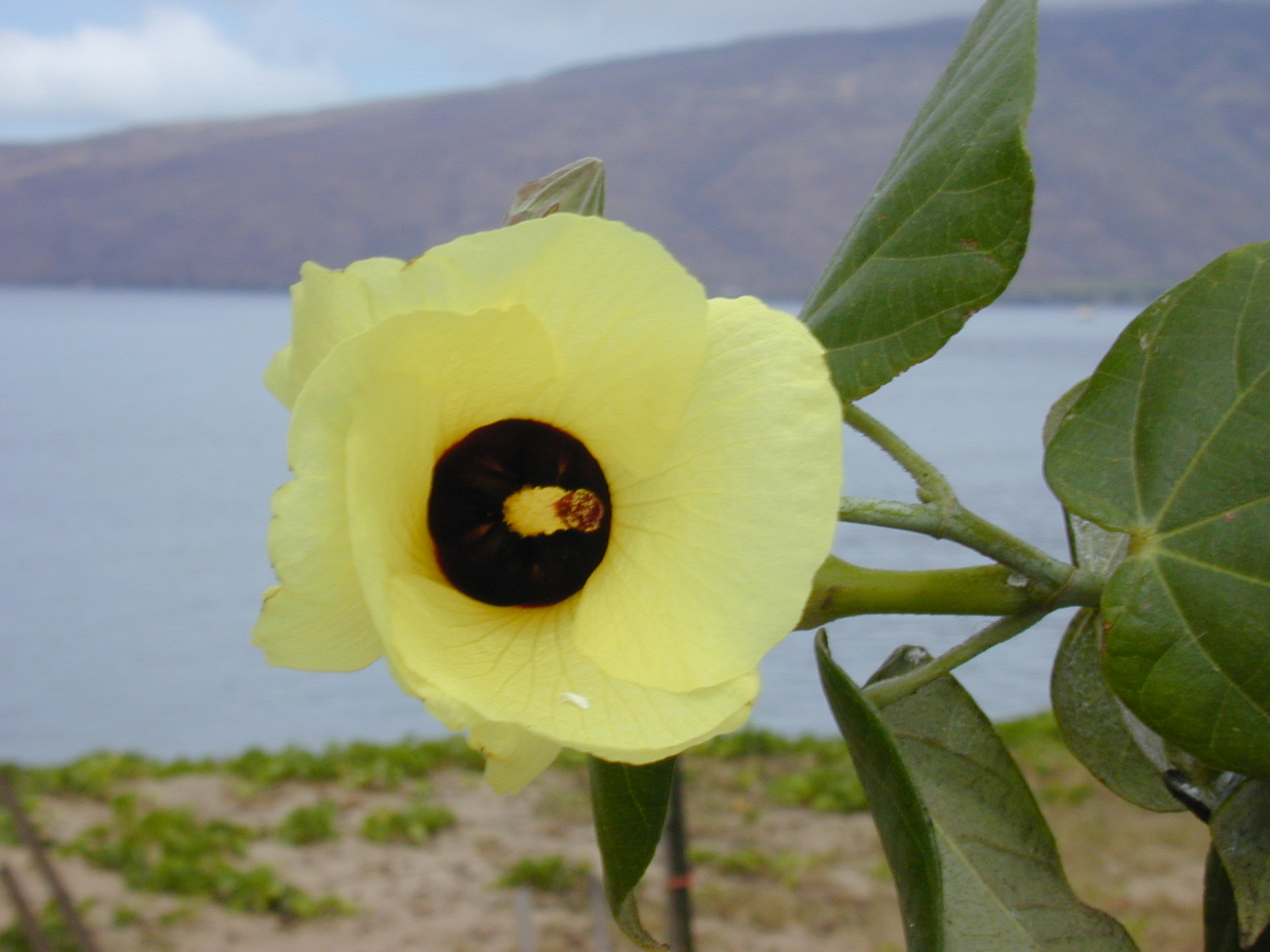
Jonge bloem
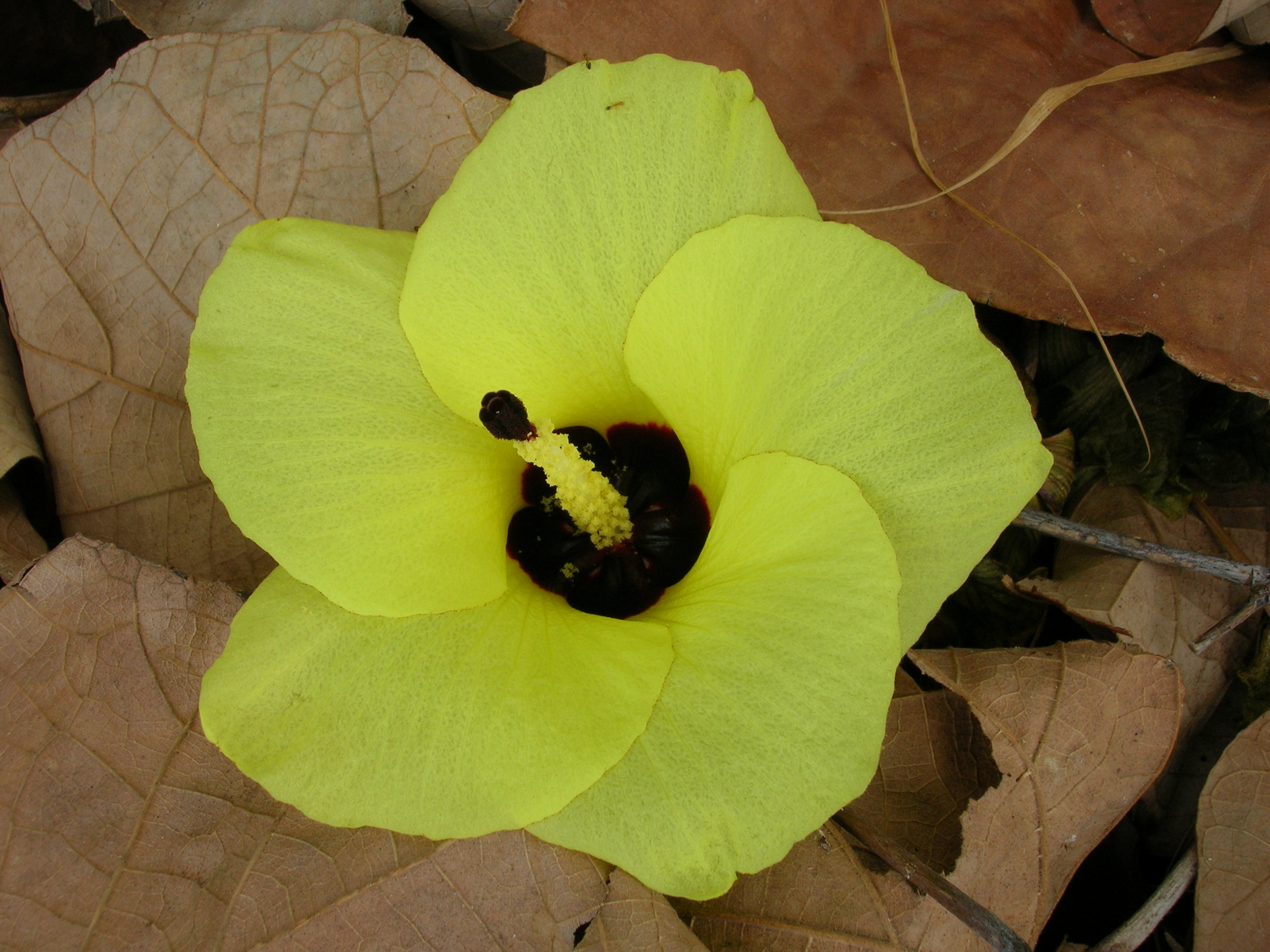
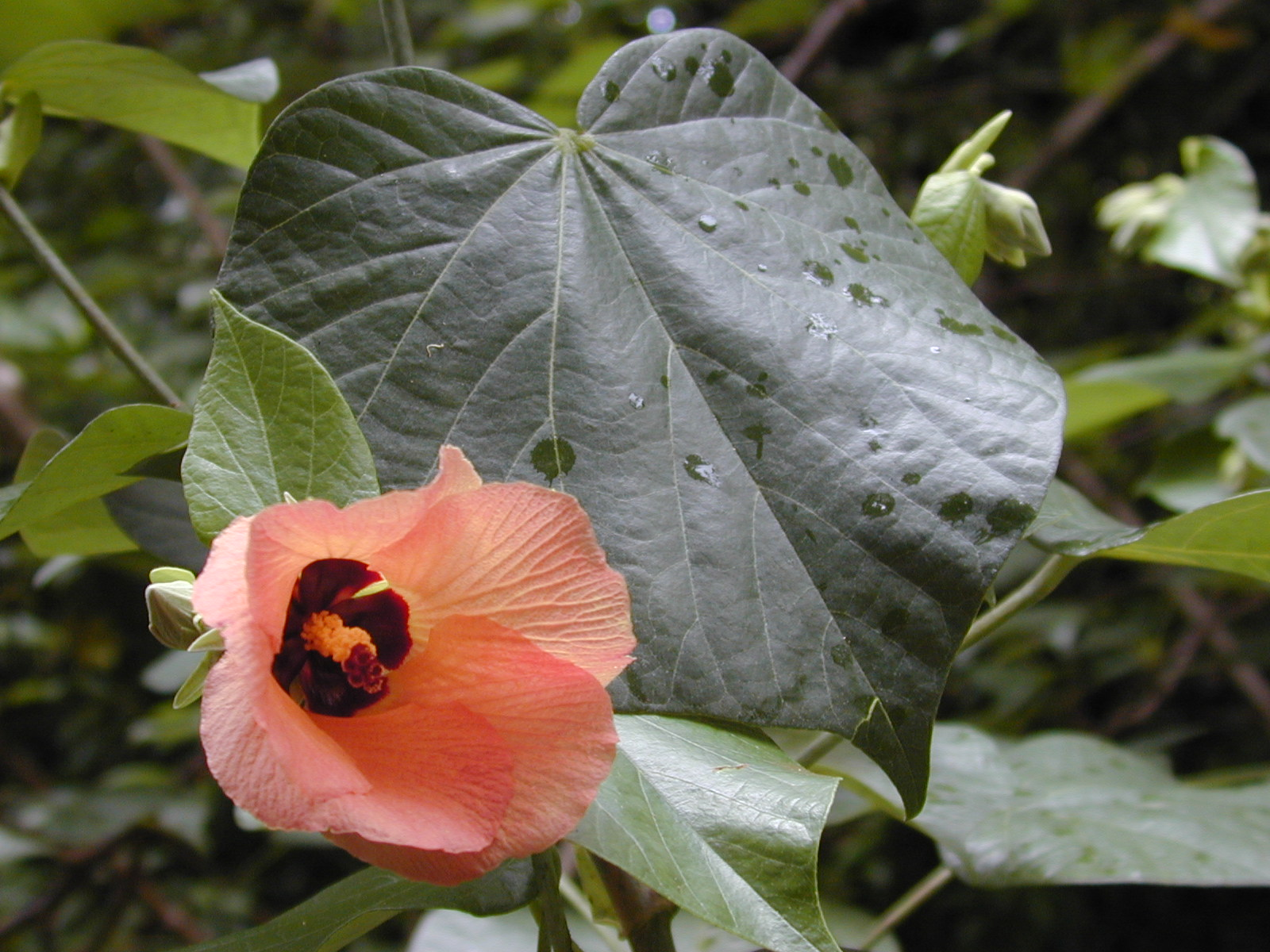
Oude bloem
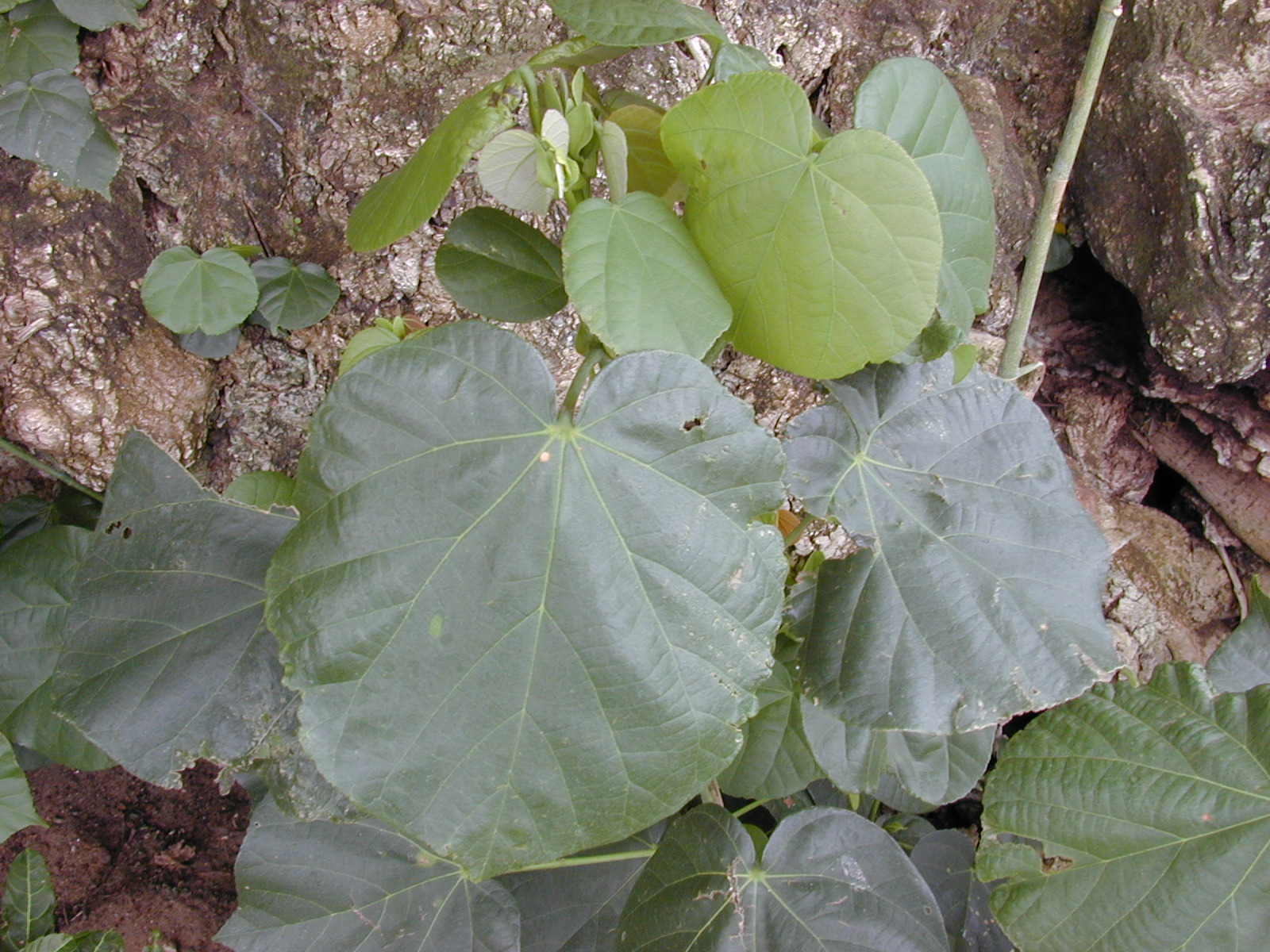

... · 
H. insularis · 
H. mutabilis · 
H. rosa-sinensis (Chinese roos) · 
H. sabdariffa (Roselle) · 
H. schizopetalus (Koraalmalve) · 
H. syriacus (Althaeastruik) · 
H. tiliaceus (Waroeboom) · 
H. trionum (Drie-urenbloem) · 
...